# 最喜歡哥哥了！
《最喜欢哥哥了！》是狸軟件（たぬきそふと）在2017年7月28日發售的戀愛冒險類型日本成人遊戲。付費完整下載版在9月29日經DMM推出。
《最喜欢哥哥了！》擁有多條劇情分支路線，每條路線皆有一系列預先設定的場景和人物互動。其主要聚焦於三名女主角跟玩家角色的互動，並刻畫了角色之間的性行為。整個故事以主角綿谷理的視角作切入點。他是兩位妹妹的哥哥兼妹控，在看到她們身穿校服的姿態後對兩位妹妹產生性慾望。
《最喜欢哥哥了！》在開售後隨即登上日本美少女遊戲暨動漫相關商品銷售網站Getchu屋的最暢銷遊戲排行榜第8位；成人遊戲雜誌《BugBug》美少女遊戲銷售量排行榜第7位。

## 遊戲系統
《最喜歡哥哥了！》採取戀愛冒險的遊玩方式，玩家所扮演的是本作的男主角綿谷理。基本上玩家在遊玩的時候都需閱覽屏幕上所顯示的文本和聆聽遊戲發出的聲音，用以了解故事情節和人物之間的對話。該些文字會與人物拼合圖和背景一同出现，用以表示理在跟誰對話。玩家會在故事中遇見代替背景和人物拼合圖的计算机图形。《最喜歡哥哥了！》也是一部採用E-mote技術的作品，以讓人物的立繪可以動得流暢。本作擁有多條劇情分支路線，每條路線的結局皆有所不同。玩家的選擇會影響之後的劇情路線，從而影響結局。
本作角色之間的關係亦帶有一定性意味。有關場景包括手交、乳交、足交。玩家在某些預設的段落中須選擇行為選項。對話框的下一段文本在做出選擇前並不能夠顯示。玩家必須反覆載入選項頁面並選擇不同的選項，才能夠觀覽存於不同路線的劇情。《最喜歡哥哥了！》擁有多個結局，其中更包括後宮結局。

## 情節
本作的男主角綿谷理是個有兩位妹妹的妹控。他由於父母雙忙的關係，所以要在家照顧兩位妹妹——實妹綿谷理櫻和義妹綿谷美櫻。理櫻是個行動草率的妹妹，她喜歡把事情收在心內，在踏入青春期後開始跟哥哥保持距離，即使內心對他抱有些微好感。美櫻則是個對哥哥抱有好感的妹妹，外表為外人注目，在性上抱持享樂主義的立場。
理櫻和美櫻在升上新學校後的初日，讓理看到自己身穿新校服的樣子，使理對她們產生性慾和戀情。她們倆亦在學校交到了新朋友——木下夕凪。夕凪是個性格爽朗的少女，交男友時亦偏好於較自己年紀大的。美櫻之後把「哥哥以H的目光看待妹妹」一事告訴給夕凪後，讓她跟哥哥見面，不過她卻對理一見鐘情，並成為理的相談對象。

## 開發
《最喜歡哥哥了！》由狸軟件（たぬきそふと）負責開發。在發行本作之前，它曾推出《少女教育》和《少女波子汽水》等蘿莉題材作品。曾於上述兩部作品負責原畫的野野原幹，再次於《最喜歡哥哥了！》負責上述項目。本作的編劇由華南戀和共同擔當。配樂則由project lights負責。片尾曲的主唱者為。

## 宣傳發行
狸軟件在2016年12月22日至2017年2月24日期間為《最喜歡哥哥了！》舉辦三次宣傳活動，把以本作角色為主題的海報贈送給參與者——首次活動以所有來場者為對象，後兩次則只贈送給已預約者。在首次活動舉辦時，它亦為已預約者贈送上面繪有角色插畫的色紙。
《最喜歡哥哥了！》原定在2017年4月28日開售，但製作團隊以「為保本作質量」為由，於3月31日宣佈本作延期至6月23日開售。其後又以同樣理由把販售日期改至7月28日。在宣佈首次延期的同時，官方亦表示本作會引入E-mote技術。5月27日，它在官網上公開本作角色的聲頻樣本。7月11日，它宣佈本作已下線，並在3天後公佈免費試玩版，予供公眾下載試玩。
PC正式版的遊戲光碟在2017年7月28日開售，同時相容Windows 7/8/8.1/10。部分商店在當天會為已購入者贈送像廣播劇CD、抱枕套、掛毯般的贈品。付費完整下載版在9月29日經DMM推出。

## 評價
根據成人遊戲雜誌《BugBug》的讀者調查「最期待的美少女遊戲Top15」，本作剛上榜時（1月號）排在13位，之後升至第7位（2月號）和第5位（3月號）。到了4月號則跌至第9位。及後（5月號）回升至第6位。6月號時為第9位。7月號時則是第15位。
《BugBug》亦統計了幾家美少女遊戲商店的銷售量。根據統計，《最喜歡哥哥了！》在7月中至8月中期間為第7暢銷的美少女遊戯。在日本美少女遊戲暨動漫相關商品銷售網站Getchu屋的2017年7月最暢銷遊戲排行榜上排行第8位。到了次月亦躋身於排行榜的24位。在2017年，它是該網站第46暢銷的美少女遊戲。
《BugBug》的芋燒酎在評價本作時認為，綿谷理的變態程度是他前所未見的。他之後亦讚揚夕凪此一角色，認為她「從朋友變成戀人」的個人線是這部作品中最好的。但他亦表示本作的部分變態play自己也「較難用起來」。由於《最喜歡哥哥了！》這部作品的妹系元素十分豐富，故他最後把之稱为「究極的妹系作品」。

## 外部連結
- 官方網站的互聯網檔案館備份（日語）
- 《最喜歡哥哥了！》在視覺小說數據庫的頁面 （英文）